# أرمان لوني
محمد إبراهيم أرمان لوني (بالبشتوية: محمد ابراهیم ارمان لوڼی)‏، والمعروف باسم أرمان لوني، هو أستاذ في الأدب الباشتوني وشاعر وأحد قادة حركة بشتون تحفظ. توفي في 2 فبراير 2019 بعد أن شارك هو وشقيقته ورانجا لوني في اعتصام احتجاجي خارج نادي الصحافة، استمر الاعتصام أربعة أيام، وهو من تنظيم نشطاء حركة بشتون تحفظ للاحتجاج على هجوم لورالي 2019 الذي قتل فيه ثمانية رجال شرطة ومدني على أيدي مسلحين تابعين لحركة طالبان في 29 يناير. وزعمت أسرته ونشطاء الحركة أنه تعرض للضرب من قبل الشرطة بعد الاعتصام، وبعد ذلك ضربه ضابط شرطة على رقبته بمسدس، مما أدى إلى وموته في طريقه إلى المستشفى. رفض المشرف الطبي على المستشفى المدني في كويتا إدعاء الأسرة، وقال إن تقارير تشريح الجثة تشير إلى عدم وجود آثار تعذيب على جسده. وأن الوفاة نتجت عن نوبة قلبية. وقال محسن داور عضو البرلمان الباكستاني وزعيم الحركة أنه يتهم أحد ضباط الشرطة واسمه رحمن تارين. بينما رفضت الشرطة ذلك، وانتقدت تصريحات شيرين مزاري وزيرة حقوق الإنسان في باكستان.
نظمت الحركة احتجاجات واسعة النطاق كرد فعل على الحادثة، واعتقلت خلالها السلطات الباكستانية أكثر من 20 من نشطائها بينهم جولالاي إسماعيل وعبد الله ننكيال. ودعت منظمة العفو الدولية وهيومان رايتس ووتش المسؤولين الباكستانيين إلى التحقيق في الوفاة بشفافية، كما دعت السلطات إلى الإفراج الفوري عن نشطاء الحركة الذين اعتقلوا بسبب احتجاجهم على الحادثة.